# Dealu Geoagiului
Dealu Geoagiului (ungarisch Havasgyógy oder Felhavasgyógy) ist ein rumänisches Dorf im Kreis Alba in Siebenbürgen. Es ist Teil der Gemeinde Întregalde.

## Lage

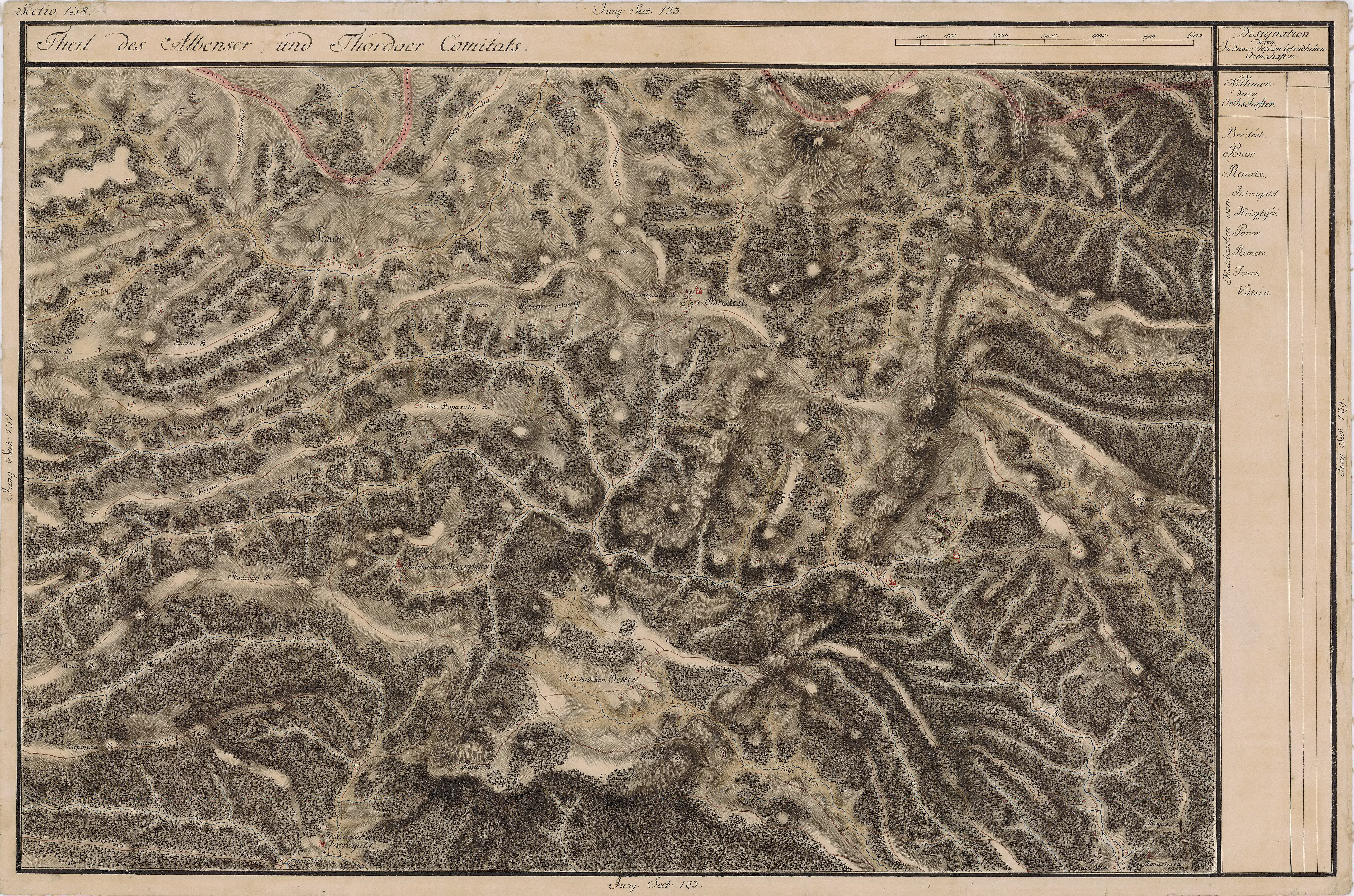
Întregalde und Umgebung, in der Josephinischen Landaufnahme von 1769 bis 1773.

Dealu Geoagiului liegt im Westen Siebenbürgens auf einem Höhenzug des Trascău-Gebirges. An der Dorfstraße (drum comunal) DC 76 befindet sich das Dorf ca. sieben Kilometer nördlich vom Gemeindezentrum; die Kreishauptstadt Alba Iulia (Karlsburg) ist etwa 40 Kilometer (ca. 24 km Luftlinie) südöstlich entfernt.

## Geschichte
Der Ort wurde im Jahr 1413 erstmals urkundlich erwähnt. Er ist seitdem durch Weidewirtschaft geprägt.

## Bevölkerung
Die 82 Einwohner des Ortes (Stand 2002) bezeichnen sich durchweg als Rumänen. Die Einwohnerzahl hat seit der höchsten erfassten Zahl im Jahr 1956 (damals 362) stark abgenommen.

## Verkehr
Dealu Geoagiului ist über einen unbefestigten Fahrweg vom Gemeindesitz Întregalde erreichbar. Öffentliche Verkehrsmittel berühren den Ort nicht.

## Sehenswürdigkeiten
Im Ort steht die Holzkirche Sf. Arhangheli, 1742 errichtet und im 19. Jahrhundert erneuert, steht unter Denkmalschutz. Dealu Geoagiului selbst ist durch seine ursprüngliche Bausubstanz (z. T. strohgedeckte Holzhäuser) sehenswert.
In der Umgebung liegen die Râmeț- und die Întregalde-Schlucht.

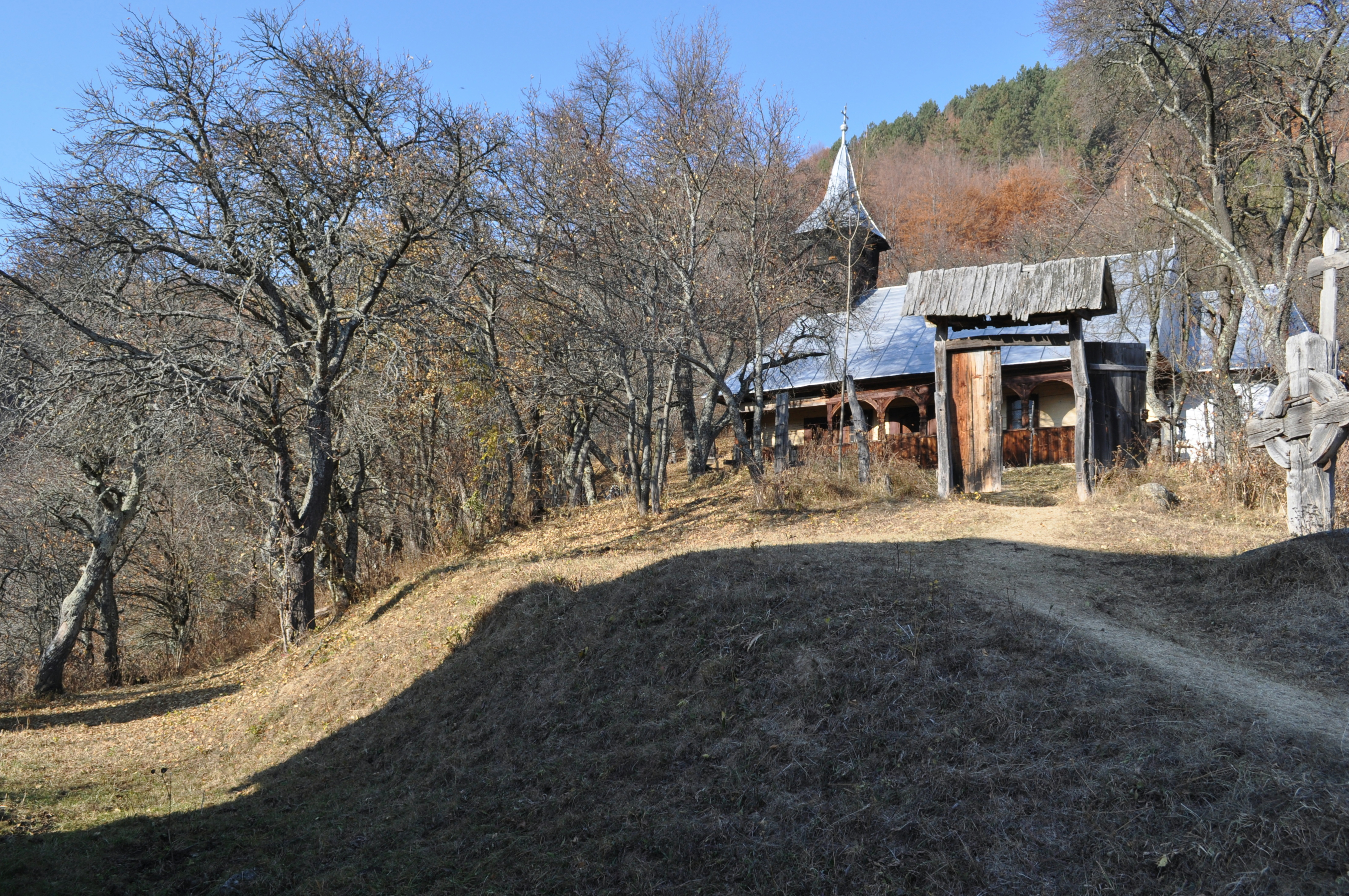
Die Holzkirche Sf. Arhangheli
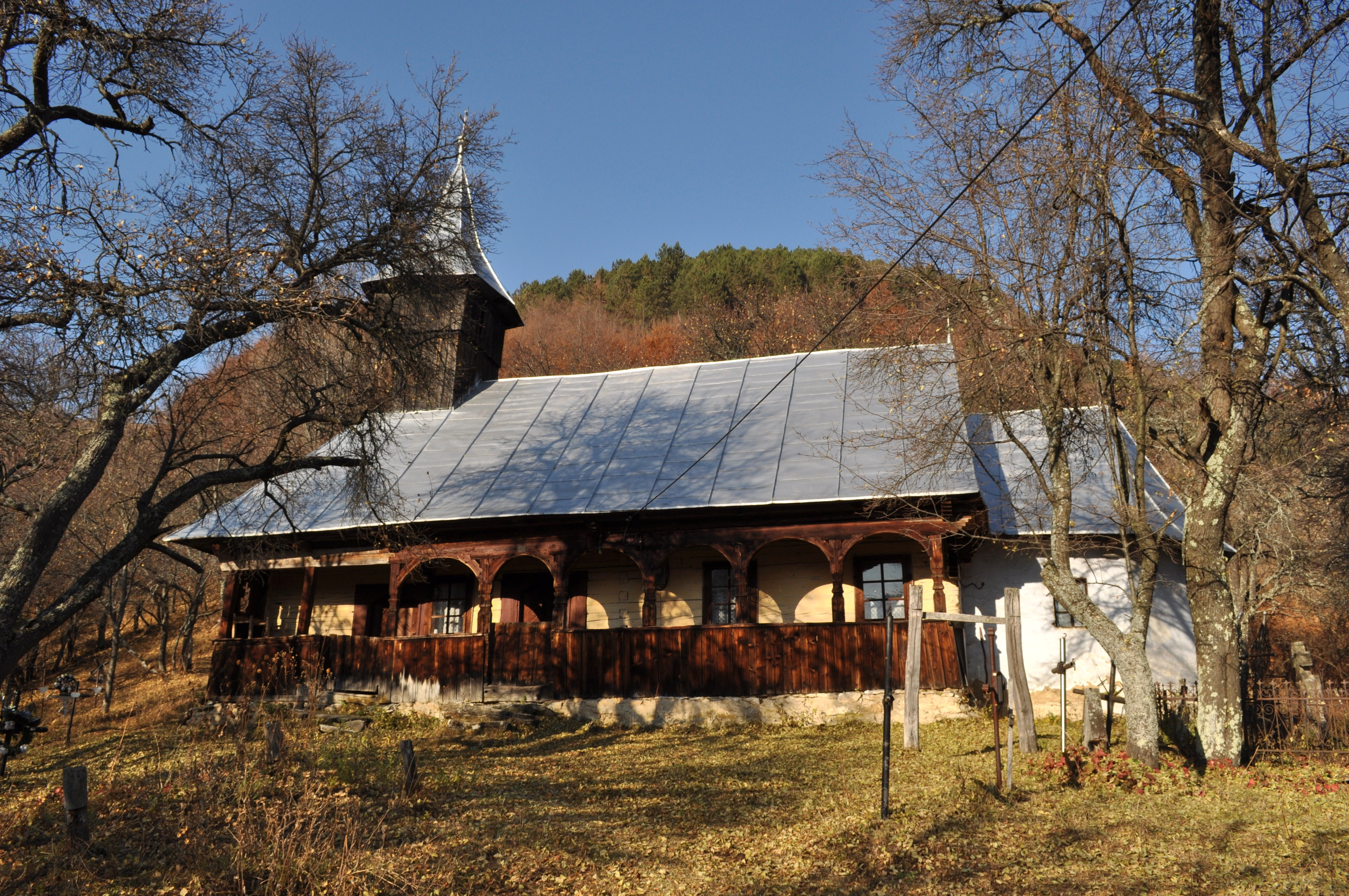
Die Holzkirche Sf. Arhangheli
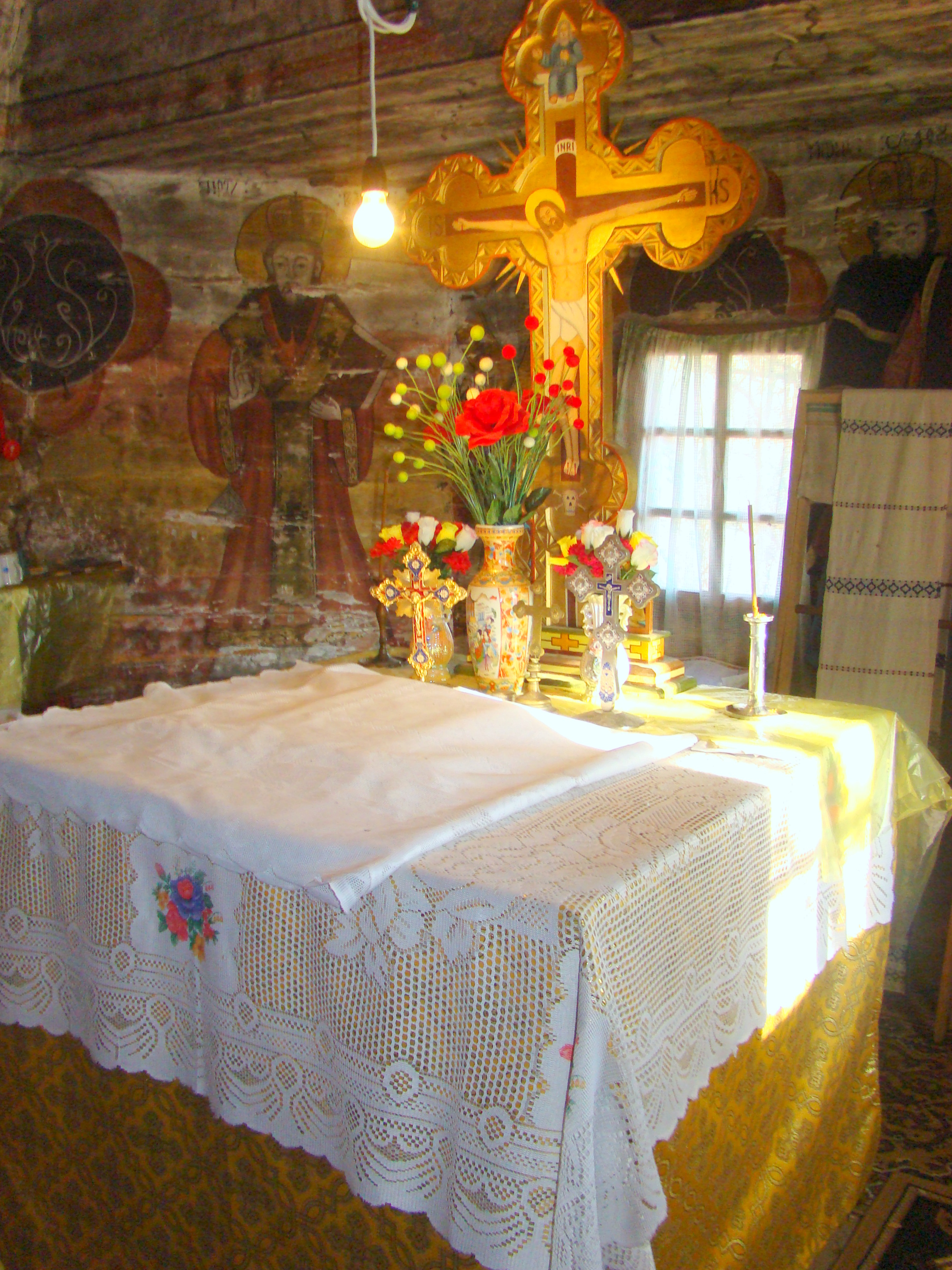
Altar der Holzkirche Sf. Arhangheli
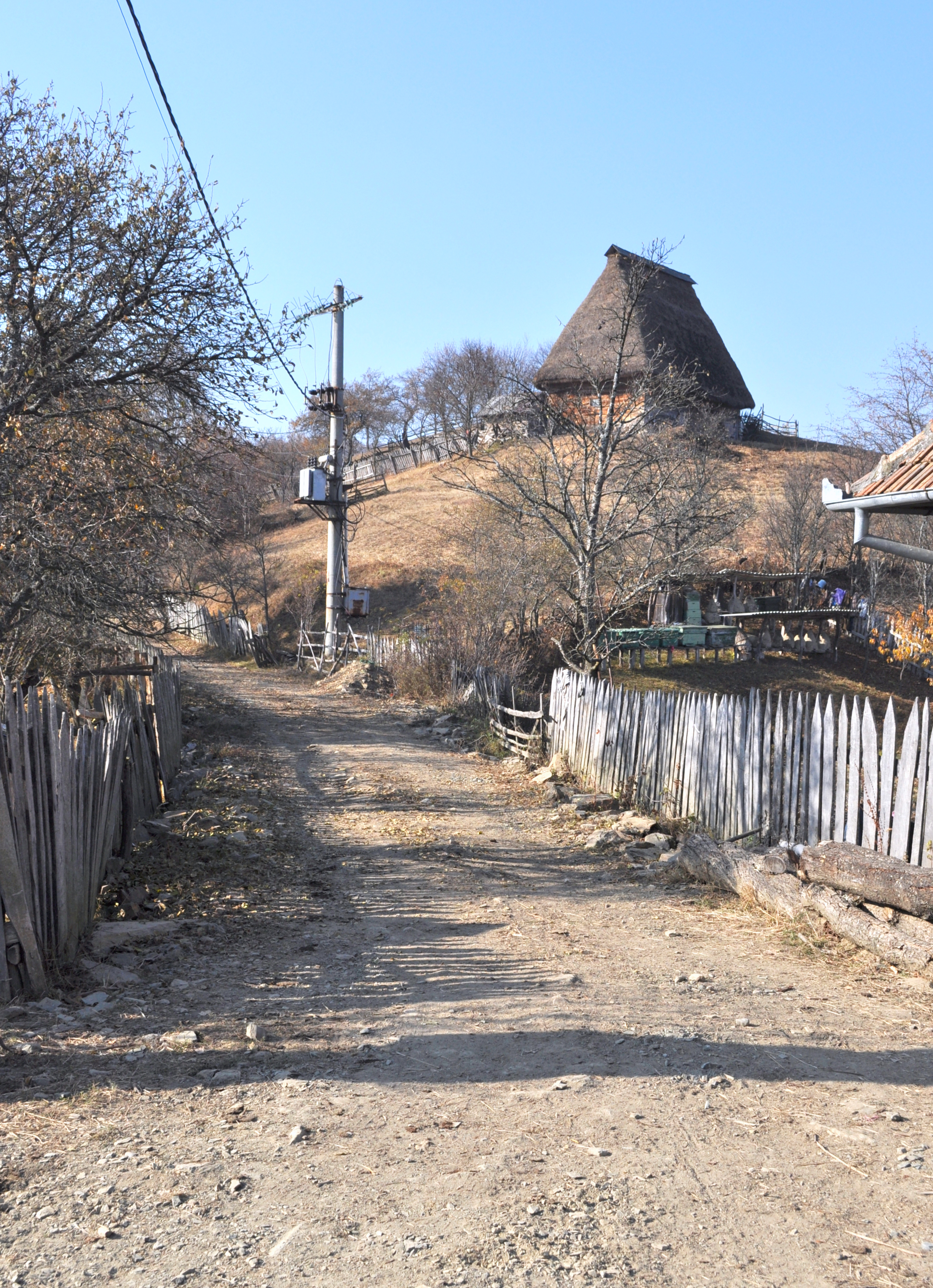
Strohgedecktes Holzhaus